# Hakuhō
Hakuhō (jap. 白鳳時代 Hakuhō jidai; era Hakuhō) – okres w historii sztuki japońskiej, trwający od I połowy VII wieku do początku wieku VIII. Nazywany jest także Hakuhō-Tempyō lub Hakuhō-Nara. W politycznej historii Japonii jest ujęty w latach 645–710. 

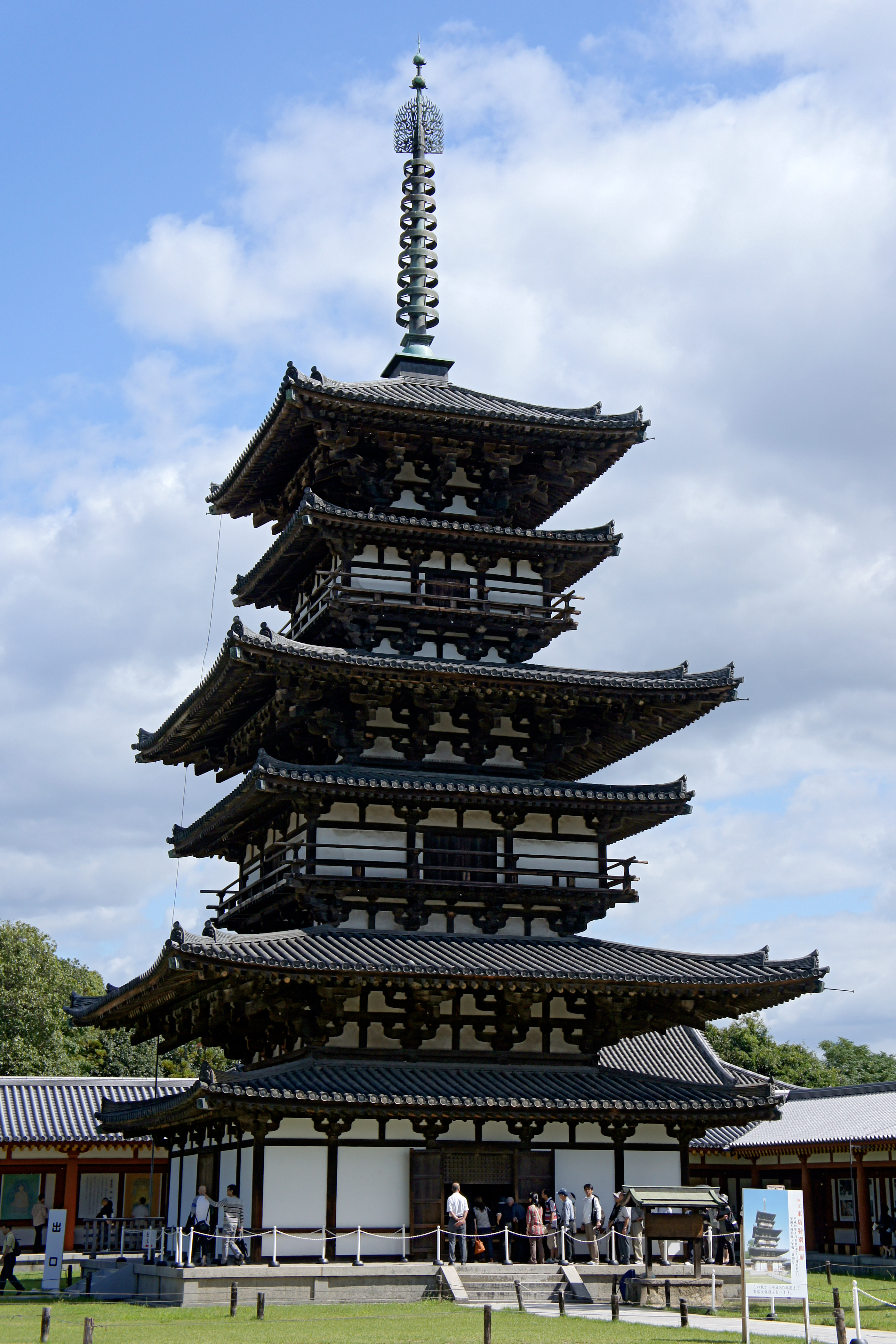
Pagoda świątyni Yakushi-ji, będąca jednym z czołowych przykładów architektury okresu Hakuhō

Jego największy rozkwit przypadł na czasy panowania cesarza Temmu (672–686). Wpływ nań wywarły prądy przenikające z kontynentu, zwłaszcza z Chin dynastii Tang. Charakteryzował się gwałtownym rozwojem architektury i sztuki sakralnej oraz rękodzieła.
Okres Hakuhō zaznaczył się także rozwojem poezji, do której czołowych twórców należeli Kakinomoto no Hitomaro i cesarzowa Jitō.
Typowymi przykładami architektury i sztuki z okresu Hakuhō są m.in. pagoda świątyni Yakushi-ji oraz znajdujące się w niej rzeźby triady buddyjskiej i bogini Kannon, jak również malowidła ścienne w świątyni Hōryū-ji.